# 몽골의 경제
몽골의 경제는 전통적으로 농업과 목축에 기반을 두고 있었다. 이러한 상황은 2차대전 말까지 이렇다 할 변동 없이 계속되었으나 농업과 공업이 급속하게 발전하기 시작한 것은 제2차 세계대전 이후이다. 제1차 5개년계획(1948∼1952)에서는 전시 중의 가축 감소 회복이 도모되고, 이어서 제2차 5개년계획(1952∼1953)에서는 전시 중의 가축 감소 회복이 도모되고, 이어서 제2차 5개년계획(1953∼1957) 및 3개년계획(1958∼1960)에서 농목업의 집단화·공업화가 추진되었다. 이 기초 위에 1961년부터 제3차 5개년계획이 시작되었는데, 중·소대립(중소대립(中蘇對立))의 격화와 더불어 중국은 원조를 중지하는 한편, 몽골은 코메콘에 가입(1962)하여 소련·중앙유럽 여러 나라의 원조 속에서 공업개발을 진행하였다. 5개년계획은 제7차(1981∼1985)에 들어서서, 그 중점을 정체 상황에 있는 농목업의 활성화와 공업, 특히 경공업 및 연료·에너지 공업발전에 두게 되었다. 농업은 그 자연조건 때문에 국유농장제도 하에서 기계화되고 있는데 구 소련의 원조에 힘입은 바가 크다. 주산물은 봄에 뿌리는 밀이며 현재는 자급자족을 하고도 일부를 수출할 여력이 있다. 공업은 양모, 피혁, 유류, 육류 등을 원료로 하는 축산가공업이 주이며, 그 중심은 울란바토르였는데 1962년 이후 울란바토르 북방 300㎞의 철도연변에 있는 다르한에 제2의 공업기지가 건설되었다. 이 공업기지는 부근의 샤링골 탄광과 화력발전소를 중심으로 하는 건설 자재 공장을 근간으로 한다. 농공업의 발전에도 불구하고 목축은 여전히 주요산업의 위치를 유지하고 있으며 현재도 가축 및 축산품이 수출품목의 대종을 이루고 있다. 그러나 목축도 이미 옛날의 유목방식을 탈피해서 콜호스식의 집단목장의 형태를 취하고 있다.